# Euryneura propinqua
Euryneura propinqua is een vliegensoort uit de familie van de Stratiomyidae. De wetenschappelijke naam van de soort is voor het eerst geldig gepubliceerd in 1868 door Schiner.